# ARM Cortex-A53
L'ARM Cortex-A53 és una de les dues primeres unitats de processament central que implementa el conjunt d'instruccions ARMv8-A de 64 bits dissenyat pel centre de disseny de Cambridge d'ARM Holdings, juntament amb el Cortex-A57. El Cortex-A53 és un processador superescalar de descodificació de 2 amples, capaç d'emetre dues instruccions. Es va anunciar el 30 d'octubre de 2012 i és comercialitzat per ARM com una alternativa independent i més eficient energèticament a la microarquitectura Cortex-A57 més potent, o per utilitzar-se juntament amb una microarquitectura més potent en un gran.PETIT configuració. Està disponible com a nucli IP per als titulars de llicència, com altres dissenys de processadors i propietat intel·lectual ARM.

## Visió general
- Processador canalitzat de 8 etapes amb canalització d'execució en ordre superescalar de 2 vies
- Les extensions DSP i NEON SIMD són obligatòries per nucli
- Unitat de coma flotant VFPv4 integrada (per nucli)
- Suport a la virtualització de maquinari
- Extensions de seguretat de TrustZone
- Línies de memòria cau de 64 bytes
- TLB L1 de 10 entrades i TLB L2 de 512 entrades
- 4 Predictor de branca condicional KiB, predictor de branca indirecta de 256 entrades

## Ús
El Cortex-A53 és la plataforma més utilitzada per a SoC mòbils des del 2014 fins a l'actualitat  [a partir de?], la qual cosa la converteix en una de les plataformes ARM de més llarga durada per a dispositius mòbils. Actualment es presenta a la majoria dels SoC de nivell d'entrada i de gamma mitjana inferior, mentre que els SoC de gamma alta utilitzaven el nou ARM Cortex-A55. L'últim SoC que encara utilitza el Cortex-A53 és el MediaTek Helio G36, que és un SoC d'entrada dissenyat per a telèfons intel·ligents econòmics.
El processador ARM Cortex-A53 s'utilitza al LeMaker HiKey des del 2015, el Raspberry Pi 3 des del febrer de 2016 i el Raspberry Pi Zero 2 W des d'octubre de 2021
El Cortex-A53 també s'utilitza en diversos SoC Qualcomm, Samsung i MediaTek. Els derivats semi-personalitzats del Cortex-A53 s'han utilitzat a les CPU Kryo 250 i Kryo 260 de Qualcomm. Els terminals de terra de Starlink utilitzen un SoC Cortex-A53 de quatre nuclis de STMicroelectronics com a unitat de control principal.
El processador s'utilitza a l'ODROID -C2 i als reproductors multimèdia de streaming Roku (en els models de gamma alta del 2016 i en tots els models llançats entre el 2017 i el 2019). Una altra aplicació notable Cortex-A53 és l'ordinador d'una sola placa Pine A64/A64+.
Aquests nuclis s'utilitzen en un SoC de 24 nuclis, el Socionext SynQuacer SC2A11.
El processador s'utilitza a les tauletes d'Amazon Fire, incloent el Fire HD 8 i el Fire HD 10 (aquest últim també inclou nuclis Cortex-A72) així com el Nintendo Switch. També s'utilitza en alguns models d'Amazon Echo Show, com ara Echo Show 5, Echo Show 8 i Echo Show 5 (2a generació).
El processador s'utilitza als tallafocs d'entrada Fortigate 81F de Fortinet.